# Polyalthia chrysotricha
Polyalthia chrysotricha là một loài thực vật thuộc họ Annonaceae. Đây là loài đặc hữu của Malaysia.